# Károly Gaál
Károly Gaál (ur. 14 marca 1954 w Budapeszcie) – węgierski zapaśnik walczący w stylu klasycznym. Olimpijczyk z Moskwy 1980, gdzie zajął ósme miejsce w kategorii 68 kg.
Czwarty na mistrzostwach świata w 1977, a piąty w 1979. Brązowy medalista mistrzostw Europy w 1978 roku.
- Turniej w Moskwie 1980

Pokonał Mohameda Moualeka z Algierii, a przegrał z Andrzejem Supronem i Surenem Nałbandianem z ZSRR.